# ليونيد فلاديميروفيتش أفريانوف
ليونيد فلاديميروفيتش أفريانوف مواليد 1955 (بالإنجليزية: Leonid Vladimirovich Averyanov)‏ هو عالم نبات روسي.